# Velké Poříčí
Velké Poříčí település Csehországban, Náchodi járásban. Velké Poříčí Žďárky, Horní Radechová, Náchod, Hronov és Kudowa-Zdrój településekkel határos. Lakosainak száma 2368 fő (2024. január 1.).

## Népesség
A település lakosságának változását az alábbi diagram mutatja:
| Lakosok száma | 1405 | 2168 | 2644 | 2696 | 2420 | 2354 | 2395 | 2356 | 2196 | 2368 |
|               | 1869 | 1900 | 1921 | 1961 | 1980 | 2011 | 2016 | 2019 | 2021 | 2024 |